# Green Book: O prietenie pe viață
Green Book: O prietenie pe viață este un film dramatic biografic de comedie american din 2018, regizat de Peter Farrelly. Având loc în 1962, filmul este inspirat de povestea adevărată a unui tur în sudul profund al SUA (Deep South) al unui pianist  și cântăreț de jazz afro - american  Don Shirley (Mahershala Ali ) și  al unui americano-italian  Frank "Tony Lip" Vallelonga ( Viggo Mortensen ), care a fost servit șoferul și bodyguard-ul lui Shirley. Filmul a fost scris de Farrelly, Brian Hayes Currie și de fiul lui Vallelonga, Nick Vallelonga, bazat pe interviuri cu tatăl său și cu Shirley, precum și pe scrisorile pe care tatăl său le-a scris mamei sale.  Filmul este numit după The Negro Motorist Green Book, un ghid din secolului al XX-lea pentru călătoriile afro-americanNational Board of Reviewor Hugo Green . 
Filmul a avut premiera mondială la Festivalul International de Film de la Toronto la 11 septembrie 2018, unde a câștigat Premiul People's Choice . A fost apoi lansat cinematografic în Statele Unite pe 16 noiembrie 2018 de către Universal Pictures și a avut încasări de 317 milioane de dolari în întreaga lume. Filmul a primit recenzii pozitive din partea criticii, interpretările lui Mortensen și ale lui Ali fiind lăudate, deși au atras unele critici în privința rasismului. 
Green Book  a câștigat premiul pentru cel mai bun film din 2018, acordat de National Board of Review și a fost de asemenea ales ca fiind unul dintre primele 10 filme ale anului de către American Film Institute. Filmul a primit numeroase premii și nominalizări, iar la Premiile Oscar din 2019 a câștigat premiul pentru cea mai bună imagine, cel mai bun scenariu original și cel mai bun actor în rol secundar pentru Mahershala Ali. Filmul a câștigat, de asemenea, Producers Guild of America Award for Best Theatrical Motion Picture și Premiul Globul de Aur pentru cel mai bun film - muzical sau comedie, în timp ce Ali a câștigat Globul de Aur, Screen Actors Guild și premiile BAFTA pentru cel mai bun actor în rol secundar.  

## Legături externe
- Green Book: O prietenie pe viață la Internet Movie Database